# 53-я улица (Манхэттен)
53-я улица (англ. 53rd Street) — улица в Нью-Йорке длиной 2940 метров. Улица располагается в районе Мидтаун. На западе улица заканчивается перекрёстком с 11-й авеню, упираясь в DeWitt Clinton Park (англ.). На востоке заканчивается перекрёстком с магистралью ФДР.

## Примечательные здания
- Липстик-билдинг (3-я Авеню, 885) — 34-этажное здание, построенное в 1986 году. Получило своё название из-за формы, напоминающей губную помаду.
- Сигрем-билдинг (Парк-авеню, 375) — 38-этажное здание, построенное в 1958 году. С 1959 года в нём находится ресторан Four Seasons.
- Ситигруп-центр (Лексингтон-авеню, 601) — 59-этажное здание, построенное в 1977 году. Полностью принадлежит компании Citigroup.
- Левер Хаус (Парк-авеню, 390) — 25-этажное здание, построенное в 1952 году.
- Церковь Святого Фомы[англ.]
- Театр Эда Салливана[англ.]

## Фотографии

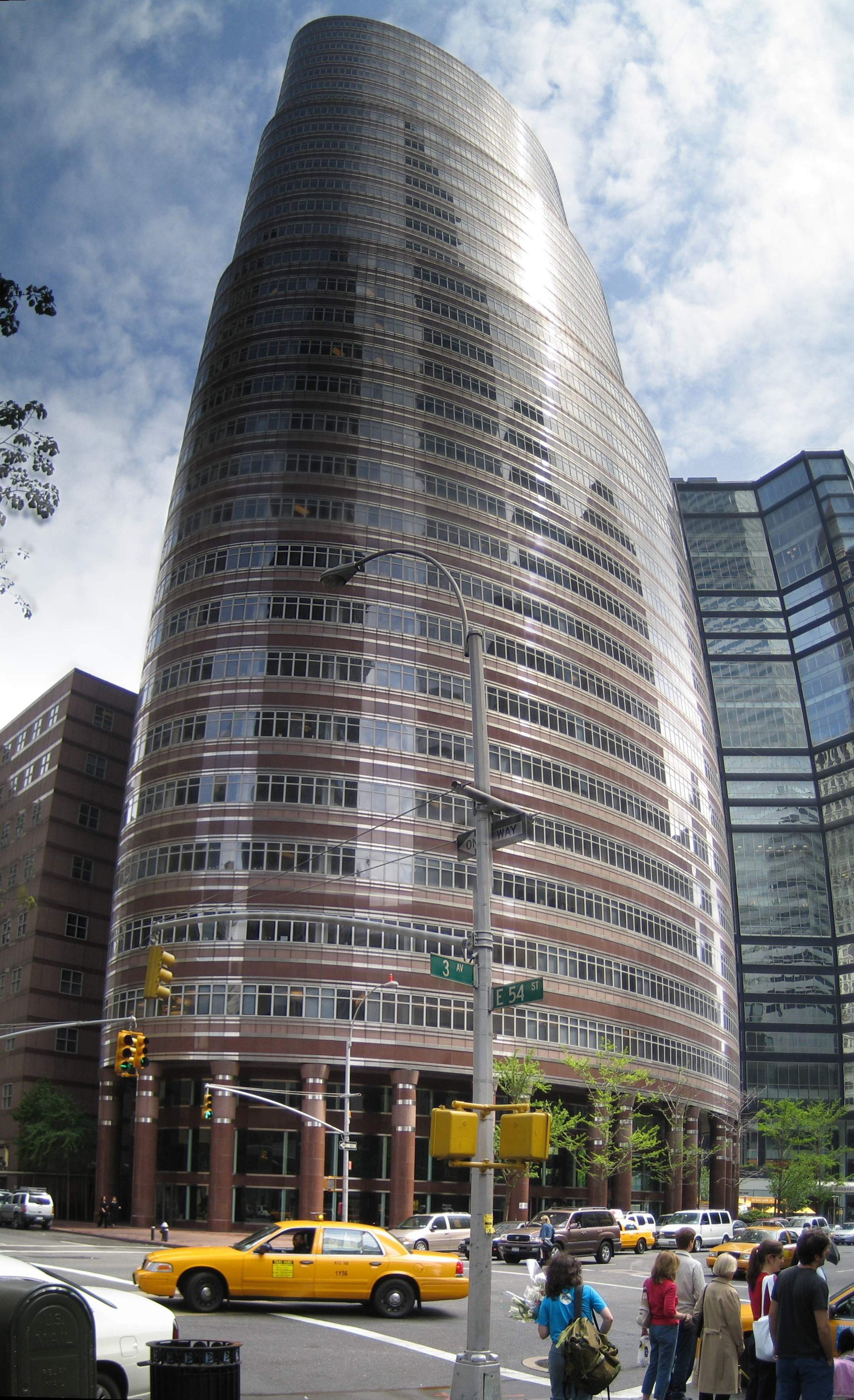
Липстик-билдинг
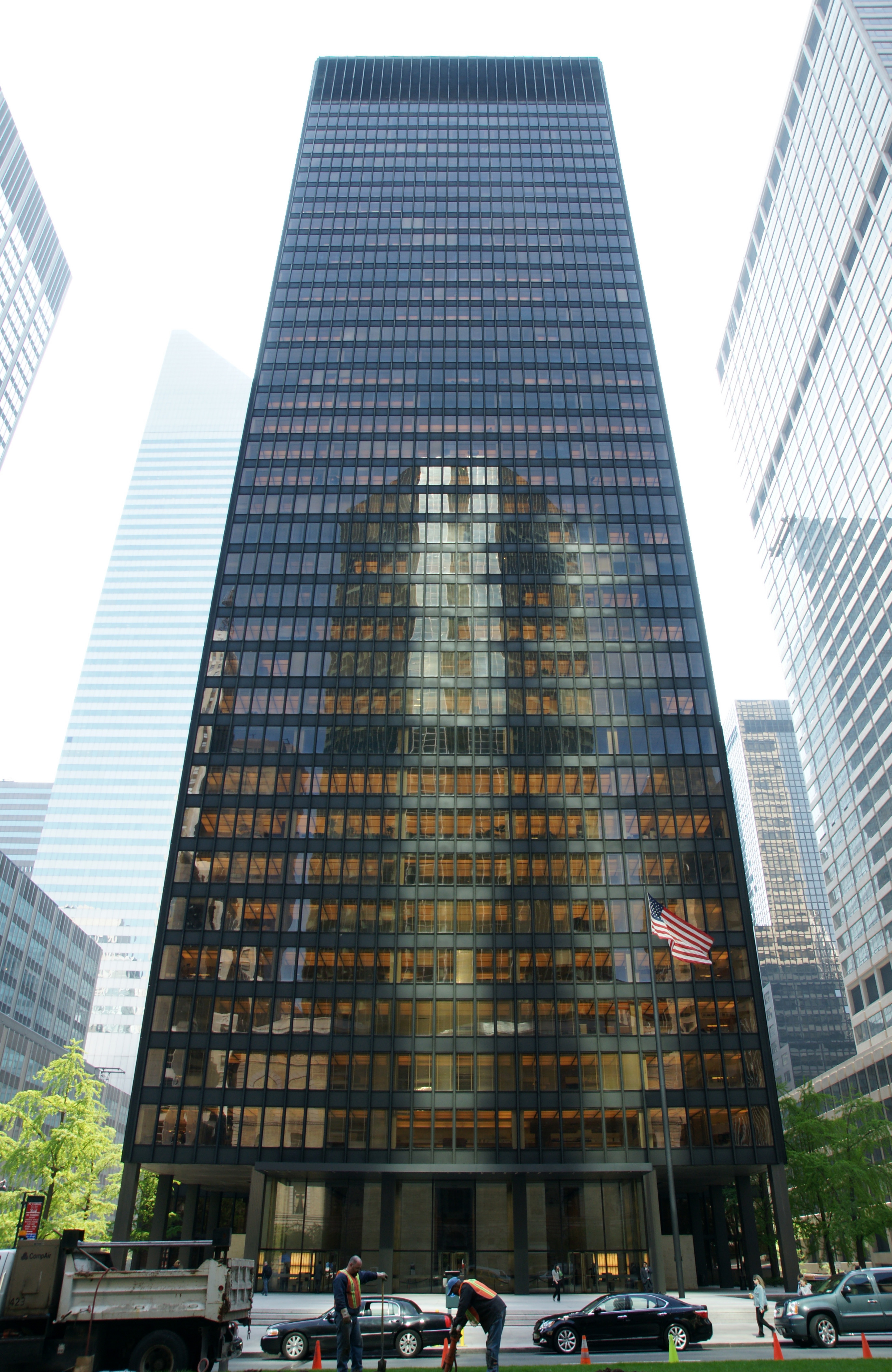
Сигрем-билдинг
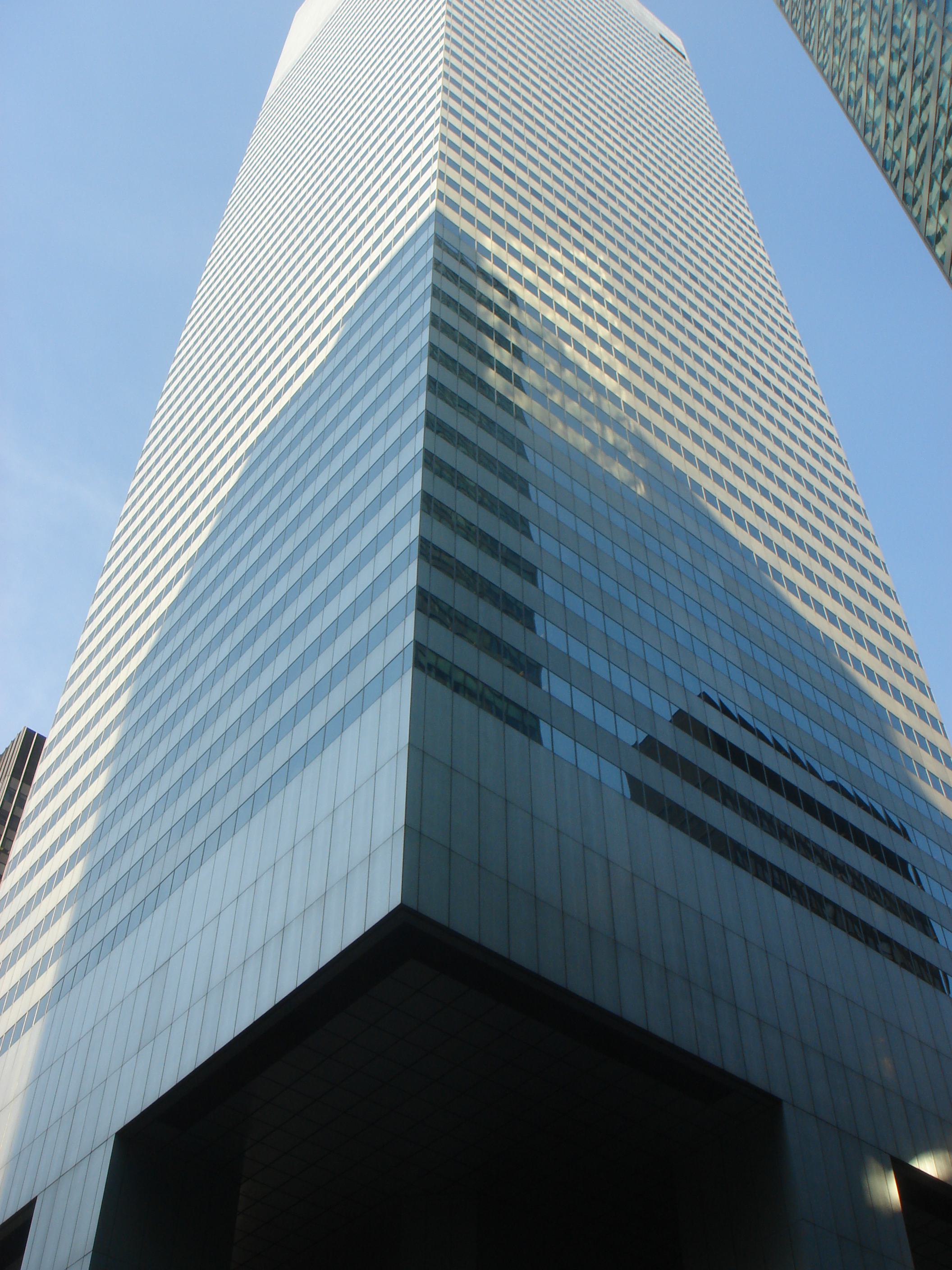
Ситигруп-центр
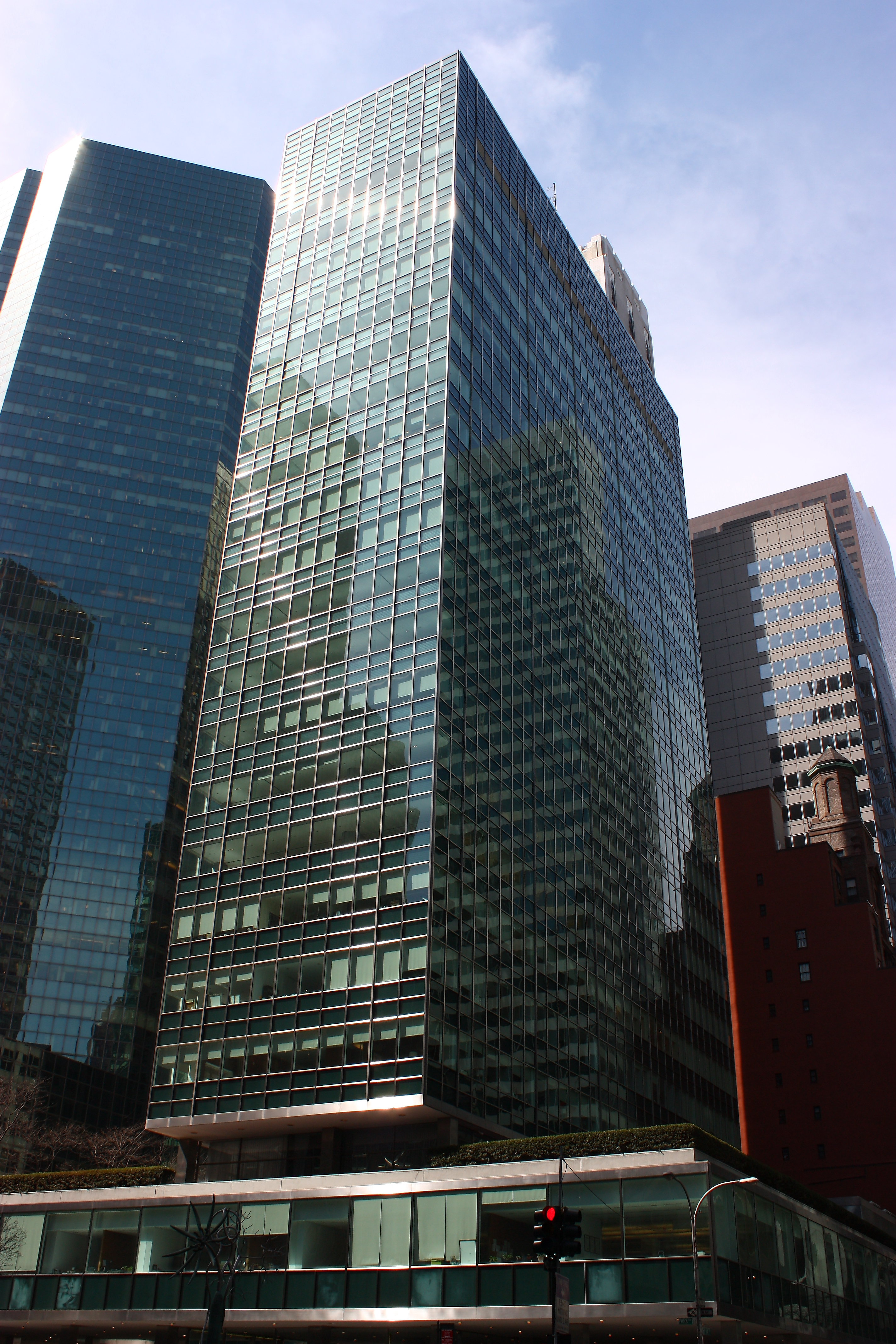
Левер Хаус